# Torneo Top 4 2002 I
El Torneo Top 4 2002 I fue la primera edición del Torneo Top 4. Se disputó en la ciudad de Santa Fe, Argentina, del 9  al 11 de enero de 2002 en el Estadio Ángel P. Malvicino. 
Se coronó como campeón el club Estudiantes de Olavarría, por medio de sistema olímpico.

## Clasificación
Para determinar los cuatro equipos participantes del torneo se tuvo en cuenta la primera fase de la Liga Nacional de Básquet 2001-02, de modo tal que el Top 4 reunió a los 2 primeros de la Zona Norte y los 2 primeros de la Zona Sur.

## Desarrollo del torneo
La primera edición se realizó en el Estadio Ángel Malvicino de la Ciudad de Santa Fe entre el 9 y 11 de enero de 2002, participando los cuatro mejores de la primera fase de la Liga Nacional de Básquet 2001-02 y coronándose como campeón Estudiantes de Olavarría.
- Estudiantes de Olavarría.
- Atenas de Córdoba
- Gimnasia y Esgrima de La Plata.
- Libertad de Sunchales.

| Fecha               | Equipo                   | Marcador | Equipo                   |
| ------------------- | ------------------------ | -------- | ------------------------ |
| 9 de enero de 2002  | Atenas de Córdoba        | 75-88    | Estudiantes de Olavarría |
| 9 de enero de 2002  | Gimnasia (La Plata)      | 96-103   | Libertad de Sunchales    |
| 10 de enero de 2002 | Atenas de Córdoba        | 110-83   | Libertad de Sunchales    |
| 10 de enero de 2002 | Estudiantes de Olavarría | 80-84    | Gimnasia (La Plata)      |
| 11 de enero de 2002 | Atenas de Córdoba        | 84-76    | Gimnasia (La Plata)      |
| 11 de enero de 2002 | Estudiantes de Olavarría | 106-103  | Libertad de Sunchales    |

| Pos. | Equipo                       | Pts | PJ | PG | PP | PF  | PC  | Dif |
| ---- | ---------------------------- | --- | -- | -- | -- | --- | --- | --- |
| 1.   | Estudiantes de Olavarría (*) | 5   | 3  | 2  | 1  | 274 | 262 | +12 |
| 2.   | Atenas de Córdoba            | 5   | 3  | 2  | 1  | 269 | 247 | +22 |
| 3.   | Libertad de Sunchales        | 4   | 3  | 1  | 2  | 289 | 312 | -23 |
| 4.   | Gimnasia (La Plata)          | 4   | 3  | 1  | 2  | 256 | 267 | -11 |

(*): Estudiantes de Olavarría campeón por sistema olímpico. Es ganador porque venció a quien compartía el primer puesto con el (Atenas).

Estudiantes de Olavarría

Campeón

Primer título